# Sárkeszi
Sárkeszi é um município da Hungria, situado no condado de Fejér. Tem 14,79 km² de área e sua população em 2015 foi estimada em 589 habitantes.